# Guerfand
Guerfand ist eine französische Gemeinde mit 226 Einwohnern (Stand 1. Januar 2022) im Département Saône-et-Loire in der Region Bourgogne-Franche-Comté (vor 2016 Bourgogne). Sie gehört zum Arrondissement Chalon-sur-Saône und zum Kanton Ouroux-sur-Saône (bis 2015 Saint-Martin-en-Bresse).

## Geographie
Guerfand liegt etwa zwölf Kilometer östlich von Chalon-sur-Saône in der Naturlandschaft Bresse. Umgeben wird Guerfand von den Nachbargemeinden Saint-Martin-en-Bresse im Norden und Osten, L’Abergement-Sainte-Colombe im Süden sowie Montcoy im Westen und Nordwesten.

## Bevölkerungsentwicklung
| Jahr                      | 1962 | 1968 | 1975 | 1982 | 1990 | 1999 | 2006 | 2013 |
| Einwohner                 | 111  | 116  | 92   | 115  | 118  | 104  | 149  | 205  |
| Quelle: Cassini und INSEE |      |      |      |      |      |      |      |      |

## Sehenswürdigkeiten

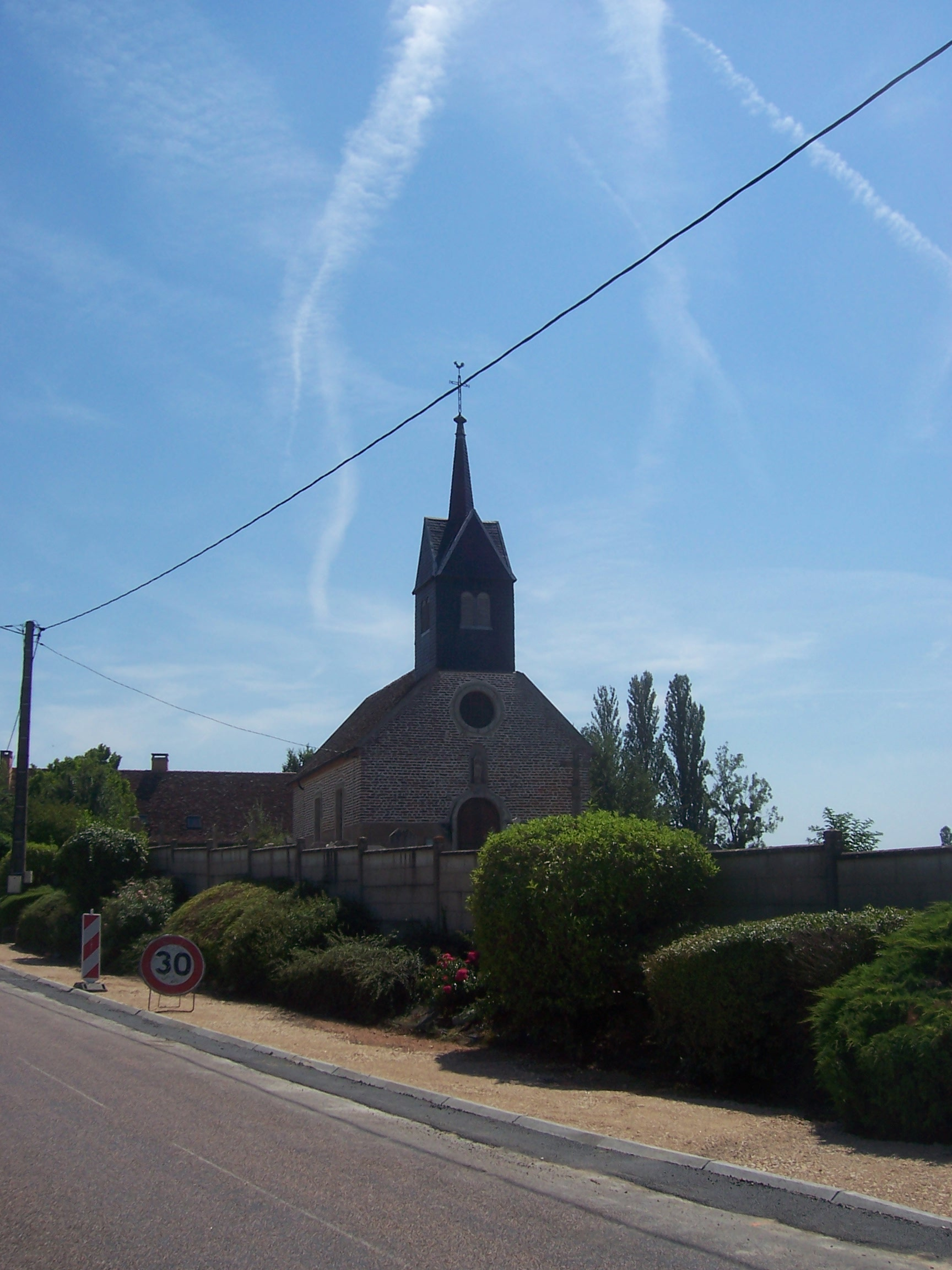
Kirche Saint-Michel

- Kirche Saint-Michel aus dem 19. Jahrhundert